# O Combate (Jacareí)
O Combate foi um jornal brasileiro da cidade paulista de Jacareí que circulou a partir da década de 1950,

## Histórico
O Combate iniciou suas atividades no dia 26 de novembro de 1950, tendo Francisco Miragaia Lemes como seu redator-chefe, auxiliado por Aparício Lorena.
Tinha linha editorial partidária e durou até a morte de Antônio Lorena, filho de Aparício.
Em 1953 venceu licitação para a publicação dos atos da Câmara de Vereadores da cidade.
O Arquivo Público e Histórico de Jacareí tem duas coleções do periódico, possuindo a série completa do exemplares que circularam de 1961 a 1966.